# Synagoga w Nowym Targu (ul. Jana Kazimierza 17)
Synagoga w Nowym Targu – główna synagoga gminy żydowskiej w Nowym Targu, znajdująca się przy ulicy Jana Kazimierza 17.
Synagoga została zbudowana na początku XX wieku. Podczas II wojny światowej hitlerowcy zdewastowali synagogę. Po wojnie budynek synagogi przebudowano na kino Tatry, które znajduje się w nim do dziś.
Murowany budynek synagogi wzniesiono na planie prostokąta, w stylu neobarokowym. Na wschodniej ścianie znajdował się bogato zdobiony Aron ha-kodesz. W latach 70. XX wieku, podczas kapitalnego remontu synagogi w całości zatarto oryginalny wygląd budynku.